# Ghana Must Go
Ghana Must Go es una película de comedia romántica de 2016, dirigida por Frank Rajah Arase. Está protagonizada por Yvonne Okoro, Blossom Chukwujekwu y Nkem Owoh. La película cuenta la historia de dos enamorados de diferentes países y los desafíos que enfrentan, especialmente por parte de sus padres al revelar su intención de casarse. Es la segunda película de Desamour Company, desde Contract de 2012 y un proyecto realizado entre Nigeria y Ghana. Se proyectó de forma privada en Filmhouse Cinemas, Surulere en mayo de 2016.

## Sinopsis
Chuks (Blossom Chukwujekwu) es un joven de una familia nigeriana de clase baja y Ama (Yvonne Okoro), una joven de una familia adinerada ghanesa que regresa desde Londres a su país. Ambos han estado en una relación por un tiempo, y en la presentación con la familia de Ama, su relación se ve amenazada debido a la percepción de la familia hacia los nigerianos. Aunque para disgusto y sorpresa de la familia ghanesa, Ama revela estar casada con Chuks. 

## Elenco
- Yvonne Okoro como Ama
- IK Ogbonna
- Blossom Chukwujekwu como Chuks
- Helen Paul
- Ada Ameh
- Nkem Owoh

## Recepción
Yvonne Chinyere Anoruo de Olisa tv elogió la actuación de los personajes principales de la película. Sin embargo, señaló que la película trató incorrectamente de colocar a Ghana como más desarrollada e ilustrada que Nigeria. Concluyó su reseña diciendo que era "muy entretenida y esclarecedora, incluso con sus sinceras incursiones en la historia".
Andrew Oke, de la crítica cinematográfica, dio crédito a la actuación del personaje principal, pero señaló que la película se produjo y se administró de manera deficiente.
Sin embargo Chidumga Izuzu de Pulse Nigeria resumió su reseña afirmando que "es una película bien hecha con escenas a menudo muy divertidas".